# Heterodrilus bulbiporus
Heterodrilus bulbiporus är en ringmaskart som beskrevs av Erséus 1981. Heterodrilus bulbiporus ingår i släktet Heterodrilus och familjen glattmaskar. Inga underarter finns listade i Catalogue of Life.